# إيان هاميلتون (لاعب كرة قدم مواليد 1950)
إيان هاميلتون (بالإنجليزية: Ian Hamilton)‏ (31 أكتوبر 1950 في المملكة المتحدة - مايو 2024) هو لاعب كرة قدم بريطاني في مركز الوسط. لعب مع أستون فيلا وتشيلسي وشيفيلد يونايتد ونادي ساوثيند يونايتد وسان خوزيه إيرث كويكس ومنيسوتا كيكس ‏.

## وصلات خارجية
- إيان هاميلتون على موقع قاعدة بيانات كرة القدم.إي يو (الإنجليزية)